# Fundación Fernando Buesa
La Fundación Fernando Buesa Blanco (Fernando Buesa Blanco Fundazioa) es una fundación sin ánimo de lucro española que busca avanzar en la paz, la democracia y el progreso social. Se constituyó en Vitoria el 3 de noviembre de 2000 en memoria y homenaje a Fernando Buesa Blanco, político español asesinado por la organización terrorista Euskadi Ta Askatasuna, junto con su escolta Jorge Díez Elorza, el 22 de febrero de 2000.

## Objetivos
Esta fundación pretende profundizar en la responsabilidad cívica de los ciudadanos: hay que respetar sus derechos, pero sin olvidar sus obligaciones.
Según su propia web, 

Tiene como fin fundacional contribuir al conocimiento, la difusión y el trabajo de los que fueron los grandes ejes del pensamiento político y del mensaje de Fernando Buesa Blanco y que le trascendieron a su fallecimiento:

- el trabajo por el progreso social,
- la búsqueda permanente de la convivencia en paz,
- su concepción de la política como servicio público,
- la pasión por la libertad, y
- la defensa del pluralismo,

todo ello a través del empleo exclusivo de medios pacíficos y democráticos, del diálogo y de una actitud respetuosa con el otro.